# Anatoli Jakowlewitsch Kartaschow
Anatoli Jakowlewitsch Kartaschow (russisch Анатолий Яковлевич Карташов; * 25. August 1932 in Perwoi Sadowoje, Oblast Woronesch, Sowjetunion; † 11. Dezember 2005 in Kiew, Ukraine) war ein sowjetischer Kosmonautenanwärter. Er gehörte zur ersten Kosmonautengruppe der Sowjetunion, schied aber aus medizinischen Gründen vorzeitig aus, ohne an einem Raumflug teilgenommen zu haben.

## Leben

### Ausbildung zum Piloten
Nach seinem Schulabschluss 1948 absolvierte Kartaschow in Woronesch eine Ausbildung als Flugzeugmechaniker. Parallel dazu machte er den Pilotenschein. Er trat am 15. Oktober 1952 in die Luftstreitkräfte der Sowjetunion ein und wurde an der Pilotenschule Tschugujew ausgebildet, die er im Dezember 1954 abschloss. Danach diente er als Kampfpilot.

### Auswahl und Ausbildung zum Kosmonauten
Als die Sowjetunion ab August 1959 Militärpiloten suchte, um sie zu Raumfahrern auszubilden, kam Kartaschow in die engere Wahl. Die letzten Untersuchungen fanden von März bis Mai 1960 in Moskau statt. Am 17. Juni stieß er als letzter zur Ersten Kosmonautengruppe der Sowjetunion.
Da diese Gruppe zu groß war, um alle gleichzeitig ausbilden zu können, wurden sechs Kandidaten ausgewählt, die für die ersten Flüge des Wostok-Raumschiffs vorgesehen waren. Zu dieser Elitegruppe gehörte neben Juri Gagarin auch Kartaschow. Nach einem Zentrifugentest im Juli 1960 wurden bei ihm jedoch Blutergüsse festgestellt. Er musste die Wostok-Gruppe verlassen und wurde durch Grigori Neljubow ersetzt. Kartaschow trainierte daraufhin zwar zuerst wieder mit den anderen Kosmonauten, wurde aber im April 1961 wegen medizinischer Gründe auch formal aus dem Kosmonautenkorps entlassen.

### Weitere Militärkarriere
Kartaschows Ausschluss aus dem Kosmonautenkorps hatte keine negativen Auswirkungen auf seine weitere Karriere. Er diente ab dem 18. Mai 1961 wieder als Pilot der sowjetischen Luftstreitkräfte, ab 1966 auch als Testpilot.
Im September 1985 schied Kartaschow im Range eines Obersts aus dem Militärdienst aus. Danach arbeitete er als Testpilot bei Antonow und flog die Typen An-24, An-26, An-30 und An-32.
Kartaschow starb am 11. Dezember 2005 nach langer Krankheit und wurde auf dem Berkowezkyj-Friedhof in Kiew bestattet.

## Auszeichnungen
- Orden des Roten Sterns (17. Juni 1961, für die Teilnahme an der Vorbereitung des ersten bemannten Raumflugs)

## Privates
Kartaschow war verheiratet und hatte zwei Töchter.